# Leonid Amalrik
Leonid Aleksiejewicz Amalrik (ros. Леонид Алексеевич Амальрик; ur. 8 lipca 1905 roku w Moskwie; zm. 22 października 1997 roku tamże) – radziecki animator oraz reżyser animacji. Twórca filmów rysunkowych. Zasłużony Działacz Sztuk RFSRR (1965). Był mężem radzieckiej animatorki Nadieżdy Priwałowej, która uczestniczyła w tworzeniu jego kreskówek.
Pochowany na Cmentarzu Piatnickim w Moskwie.

## Wybrana filmografia

### Reżyseria
- 1932: Black and white (Блэк энд уайт)[1]
- 1939: Limpopo (Лимпопо)[1]
- 1939: Zwycięskie przeznaczenie (Победный маршрут)
- 1942: Kino-Cyrk (Киноцирк)
- 1946: Pawlinij chwost (Павлиний хвост)
- 1948: Szara szyjka (Серая шейка)[1]
- 1949: Kukułka i szpak (Кукушка и скворец)
- 1950: Kriepysz (Крепыш)
- 1951: Na wysokiej górze (Высокая горка)
- 1953: Magiczne zabawki (Волшебный магазин)
- 1954: Wszystkie drogi prowadzą do bajki (Стрела улетает в сказку)
- 1955: Choinka (Снеговик-почтовик)
- 1958: Koszkin dom (Кошкин дом)
- 1960: O wozie, co każde koło miał inne (Разные колёса)
- 1961: Siemiejnaja chronika (Семейная хроника)
- 1962: Dwie bajki (Две сказки)
- 1964: Calineczka (Дюймовочка)
- 1966: O hipopotamie, który bał się szczepień (Про бегемота, который боялся прививок)
- 1967: Skazki dla bolszych i maleńkich (Сказки для больших и маленьких)
- 1967: Zajac-simulant (Заяц-симулянт)
- 1968: Choczu bodat'sia! (Хочу бодаться!)
- 1969: Ja chcę słonia (Девочка и слон)
- 1971: Tieriem-tieriemok (Терем-теремок)

## Nagrody
Szara szyjka
- 1949: Nagroda dla najlepszego filmu animowanego dla dzieci na IV Międzynarodowym Festiwalu Filmowym w Mariańskich Łaźniach (Czechosłowacja)
- 1952: Nagroda „Marmurowa waza” na Międzynarodowym Festiwalu Filmowym w Bombaju

Kukułka i szpak
- 1950: Dyplom honorowy na V Międzynarodowym Festiwalu Filmowym w Karlowych Warach (Czechosłowacja)

Koszkin dom
- 1958: Pierwsza nagroda na X Międzynarodowym Festiwalu Filmów dla Dzieci i Młodzieży w Wenecji

Źródło: